# Tobias Santelmann
Tobias Santelmann, né le 8 août 1980 à Fribourg-en-Brisgau en Allemagne, est un acteur norvégien. 

## Biographie

### Famille et formation
Tobias Santelmann est né en Allemagne, mais sa famille déménage en Norvège alors qu'il n'est âgé que d'un an. Il grandit dans le sud du pays puis déménage à Oslo, à l'âge de seize ans pour ses études. Il est diplômé en 2006 de la Oslo National Academy of the Arts, puis commence sa carrière dans des films et productions diffusés à la télévision norvégienne.

### Carrière
Il accède à une notoriété internationale en 2013 grâce au film Kon-Tiki de Joachim Rønning et Espen Sandberg, puisque le film est nommé aux Oscars dans la catégorie du meilleur film en langue étrangère ainsi qu'aux Golden Globes dans la même catégorie. Cette nouvelle notoriété lui permet de tourner dans des grosses productions américaines, comme dans Hercule (2014) et Point Break (2015), puis dans la série britannique The Last Kingdom (depuis 2015).
En 2017, il tient le premier rôle de la série norvégienne Borderliner diffusée par Netflix où il joue un policier homosexuel. La série est très bien accueillie par la critique,.

### Vie privée
Il réside à Oslo avec sa compagne Jennifer Brathen.

## Filmographie

### Cinéma
- 2012 : Kon-Tiki de Joachim Rønning et Espen Sandberg : Knut Haugland
- 2012 : Dagmar : L'Âme des vikings (Flukt) de Roar Uthaug : Michael
- 2013 : I Am Yours (Jeg er din) de Iram Haq :
- 2013 : Chasing the Wind (Jag etter vind) de Rune Denstad Langlo : Håvard
- 2014 : Kraftidioten d'Hans Petter Moland : Finn
- 2014 : Hercule (Hercules) de Brett Ratner : Rhesus
- 2015 : Point Break d'Ericson Core : Chowder
- 2019 : L'Été où mon père disparut : le père de Trond

### Télévision
- 2010 : Hvaler (10 épisodes) : Ole Marius Aronsen
- 2011 : Stikk : Georg
- 2014 : Témoin sous silence (Øyevitne) : Lars Strømme
- 2014 : Kampen om tungtvannet : Joachim Rønneberg
- 2015 : Homeland : Colonel Haugen
- 2015-2016 : Acquitté (Frikjent, saison 1 et 2, 18 épisodes) : Erik
- 2015-2018 : The Last Kingdom : Ragnar
- 2016 : Marcella : Yann Hall
- 2018 : Borderliner : Nikolai Andreassen
- 2020 : Atlantic Crossing (mini-série) : Olav, prince héritier de Norvège
- 2021 : Le Tueur de l'ombre (série télévisée, saison 2) : Peter Vinge
- 2024 : The Fortress : prime minister Grieg Amund Heyerdahl

## Récompenses et Nominations
- 2013 : Nomination aux Amanda Awards dans la catégorie « meilleur acteur dans un second rôle »[7].